# Церковь Святых Петра и Павла (Гёрлиц)
Церковь Святых Петра и Павла, или Петерскирхе (нем. Pfarrkirche St. Peter und Paul) — евангелическая приходская церковь в саксонском городе Гёрлиц. Расположена в историческом центре города на высоком берегу реки Лаузитцер Найсе. Построенное в XV веке здание церкви является ярким примером позднеготического зального храма.

## История
Ещё в 1230 году на месте нынешнего стояла трехнефная церковь со слабо выступающим трансептом.
Строительство нынешнего здания было начато в начале XV века. Фундамент хора был заложен в 1423 году под руководством архитекторов Ганса Кноблоха и Ганса Баумгартена. Расширение строительной площадки на восток потребовало строительства сложных конструкций из-за крутого уклона местности. Под хором была построена Георгиевская капелла, которая задумана как склеп.
В 1497 году строительство было завершено.
Первая реконструкция здания проводилась в 1590—1596 годах.
В 1691 году в Гёрлице произошёл крупный пожар, который затронул и церковь Петра и Павла. Сгорела крыша и некоторые элементы убранства. Реставрация была закончена в 1712 году.
В 1835 году проводилась реконструкция интерьера церкви, был полностью изменён внутренний облик (вероятно были закрашены росписи, характерные для позднеготических храмов).
В 1889—1891 гг. в западной части храма были надстроены две неоготические башни высотой 84 метра.
7 мая 1945 года, во время Второй мировой войны, решением немецкого командования был взорван мост через реку Лаузитцер Найсе и из-за ударной волны были уничтожены все витражи церкви и даже повреждена крыша. В 1948—1961 гг. витражи были воссозданы.
В 1978—1992 гг. была выполнена капитальная реставрация церкви.

## Архитектура
Церковь построена из песчаника и частично из кирпича.
Имея длину 72 м, ширину 39 м и высоту центрального нефа 24 м, церковь Петра и Павла является одним из самых больших и важнейших зальных храмов в восточной Германии.
Церковь имеет 5 нефов: 3 центральных нефа имеют одинаковую высоту, 2 боковых — ниже. Центральный неф имеет семь пролетов в длину, а алтарная часть представляет собой ступенчатый хор с тремя многоугольными апсидами. В южном приделе между контрфорсами расположены часовни разной формы.
Стройные профилированные столпы без капителей поддерживают сетчатые своды над боковыми нефами и звездчатые своды над центральным. На северной стене установлены стрельчатые окна с узором «Рыбий пузырь». Другие окна украшены более простыми ажурными формами.
Главный западный портал был сохранен от старой церкви XIII века и представляет собой позднероманский портал. Незначительные изменения портал претерпел в ходе реставрации 1590—1596 годов.
Южный портал решен необычно, в виде выступающего трехгранного навеса с колонной перед входом в церковь.

## Убранство
Главный алтарь храма был изготовлен из песчаника и мрамора в стиле барокко в 1695 году мастером Георгом Херманном из Дрездена. Кафедра создана в 1693 году так же из песчаника с богатым позолоченным растительным орнаментом, в скульптура ангела в натуральную величину в основании кафедры, как бы держит её на себе. Место председателя городского совета было создана в 1694—1695 годах и находится под органной галереей, откуда открывается вид на весь интерьер церкви. Сидение богато украшено скульптурами, изображающими аллегорические фигуры богатства и справедливости. В восточной части храма находятся три богато украшенные деревянные исповедальни, две из них изготовлены в 1694, а третья в 1717. Помимо этого, в разные годы, в церкви установлены многочисленные мемориальные композиции, посвященные священнослужителям, чиновникам и тд., выполненные в виде настенных скульптур. В северо-западной части храма расположен Баптистерий в западной бухте внешнего северного прохода ограничен богатыми воротами из кованого железа, созданными Гансом Мантлером в 1617 году. Стеклянная картина 1893 года, изображающая двенадцатилетнего Иисуса в храме, пережила снос моста через Нейсе во время Второй мировой войны.
- Алтарь
- Кафедра
- Интерьер
- Один из витражей
- Купель

## Орган
Орган церкви был создан в 1703 году и прозван «Солнечным» (нем. Sonnenorgel) из-за необычного расположения его самых тонких труб в виде солнечных лучей. Нынешний механизм органа произведен швейцарской компанией Mathis Orgelbau в 1997—2004 годах и имеет 87 регистров. Всего по всему проспекту органа распределено 17 «солнц», вокруг которых расположены органные трубы равной длины, так сказать, «лучи солнца». Четыре из этих «солнц» немые, 12 из них звучат как вторичные регистры или регистры эффектов.

## Колокола
Церковь имеет три больших колокола, один из которых является историческим колоколом, который не действуют в настоящее время из-за трещин на корпусе. Действующие же колокола расположены между двумя башнями в центральном здании и в северной башне. Колокольня в южной башне пуста.
Один из несохранившихся колоколов церкви, под названием «Сусанна» имеет интересную историю. Он был отлит в 1696 году и до 1917 года был одним из самых важных исторических колоколов с самым низким тоном в Германии. Вес колокола был 12 тонн, а диаметр 246 см. Примечательно, что колокол был снят с башни в 1917 году и был переплавлен для вооружения во время Первой мировой войны. Сохранился лишь гипсовый слепок колокола в масштабе 1:1, который ныне установлен внутри самой церкви для всеобщего обозрения.